# Liste des communes de la province de Flevoland
La province néerlandaise de Flevoland est constituée de six communes. Lelystad est le chef-lieu, tandis qu'Almere est la commune la plus peuplée.

## Liste
| Commune         | Superficie totale (km2) | Superficie terrestre (km2) | Superficie aquatique (km2) | Population | Date de recensement | Densité (en hab./km2) | Bourgmestre (parti)      | Prise de fonction |
| --------------- | ----------------------- | -------------------------- | -------------------------- | ---------- | ------------------- | --------------------- | ------------------------ | ----------------- |
| Almere          | 248,77                  | 129,19                     | 119,58                     | 213 660    | 1er août 2020       | 858,87                | Franc Weerwind (D66)     | 2015              |
| Dronten         | 423,89                  | 333,57                     | 90,32                      | 41 677     | 1er août 2020       | 98,32                 | Jean Paul Gebben (VVD)   | 2019              |
| Lelystad        | 765,45                  | 230,32                     | 535,13                     | 79 284     | 1er août 2020       | 103,58                | Mieke Baltus (CDA)       | 2021              |
| Noordoostpolder | 593,47                  | 458,17                     | 135,30                     | 47 618     | 1er août 2020       | 80,24                 | Roger de Groot (CDA)     | 2021              |
| Urk             | 111,86                  | 13,15                      | 98,71                      | 21 135     | 1er août 2020       | 188,94                | Cees van den Bos (SGP)   | 2020              |
| Zeewolde        | 268,86                  | 247,23                     | 21,63                      | 22 680     | 1er août 2020       | 84,35                 | Gerrit Jan Gorter (Ind.) | 2019              |
| Total           | 2 412,31                | 1 411,63                   | 1 000,68                   | 426 054    |                     | 176,62                |                          |                   |